# Gloster Gladiator
Глостер «Гладиатор» (или Глостер SS.37) (англ. Gloster Gladiator) — британский истребитель-биплан, состоял на вооружении Королевских военно-воздушных сил, Королевского военно-морского флота и ВВС многих других стран в конце 30-х гг. Последний истребитель-биплан, состоявший на вооружении Королевских военно-воздушных сил. Принимал участие во французской кампании, на североафриканском театре военных действий и в других операциях.

## История
Во второй половине 1930-х годов бипланная схема самолётов, стоящих на вооружении, достигла пика своих возможностей. Создаваемое парой крыльев аэродинамическое сопротивление не позволяло соперничать с монопланами в скорости. В то время основным истребителем Королевских ВВС был биплан «Bristol Bulldog», который требовал немедленной замены.
Министерство авиации Великобритании выпустило техническое задание на разработку нового самолёта-истребителя способного развивать скорость не менее 400 км/ч, высокоманевренного и вооруженного четырьмя пулемётами. Проектированием истребителя под эти требования занимались несколько ведущих британских авиастроительных фирм. Ожидалось, что в скором времени на вооружение Королевских ВВС поступят современные истребители-монопланы.
Вскоре стало понятно, что между снятием с вооружения устаревших истребителей бипланов и поступлением новых истребителей монопланов может пройти некоторое время. В первой половине 30-х годов британская фирма «The Gloster Aircraft Co. Ltd» в инициативном порядке модернизировали, созданный ранее удачный истребитель биплан Gauntlet, стараясь максимально улучшить его конструкцию.
Официальные испытания нового самолёта начались в 1935 году. Первоначально самолёт не смог показать расчетные скоростные характеристики, максимальная скорость составила 390 км/ч, но после установки более мощного двигателя Mercury IX скорость удалось поднять до 407 км/ч. Объявленный Министерством авиации конкурс не выявил безоговорочного победителя, но поменять устаревшие истребитель-биплан «Bristol Bulldog» было необходимо. В качестве переходного варианта был выбран проект фирмы «Gloster». Специально под этот самолёт Министерство авиации выпустило техническое задание, в котором определялись условия и сроки поставки 23 самолётов. 1 июля 1935 года самолёт получил официальное название «Gladiator». Публичная презентация нового самолёта прошла в июле на выставке вооружений Королевских ВВС.

## Серийный выпуск и модификации
В сентябре 1935 года последовал заказ на 180 самолётов, получивших наименование «Gladiator Mk.I». Серийное производство было организовано на авиационном заводе Gloster в г. Hucclecote. Поставки в Королевские ВВС начались в феврале 1937 года и до сентября 1937 года истребителями «Gladiator» было укомплектовано восемь эскадрилий.
Всего для ВВС Великобритании было изготовлено 231 экземпляр истребителей Gladiator Mk.I. Самолётами этой модификации заинтересовались зарубежные страны, не имеющие собственной авиационной промышленности. 147 самолётов Мк. I было изготовлено на экспорт: Латвия — 26 самолётов, Литва — 14, Ирландия — 4, Греция — 2, Китай — 36, Бельгия — 22, Швеция — 37, Норвегия — 6. Выпуск истребителей-бипланов продолжался несмотря на то, что в производство уже поступили истребители-монопланы. В 1937 году Министерство авиации выпустило новое техническое задание под модификацию «Gladiator Mk.II». Главной отличительной чертой этой модификации стал двигатель «Bristol Mercury MK VIIIA» мощностью 830 л. с. Самолётом заинтересовались Королевские ВМФ и Адмиралтейство заказало фирме «Gloster» 60 «Gladiator Mk.II» в варианте палубного истребителя. Эта модификация получила наименование «Sea Gladiator». Общее количество выпущенных истребителей с 1937 по 1940 годы составило 747 экземпляров.

###### Модификации
- Gladiator Mk.I — двигатель «Bristol Mercury IX» и двухлопастные деревянные воздушные винты постоянного шага. Всего выпущено 378 экземпляров, том числе 147 на экспорт. Часть английских Mk.I в ходе эксплуатации были переделаны в вариант Mk.II. Первый истребитель Королевских ВВС с закрытой кабиной.[2]
- Gladiator Mk.II — двигатель Bristol Mercury VIIIA" с полуавтоматом форсажа мощностью 830 л. с. и трехлопастным металлическим винтом постоянного шага, усовершенствованное приборное оборудование. Всего было выпущено 270 экземпляров. 18 самолётов с двигателями «Nohab Mercury VII S3» были поставлены ВВС Швеции[2].
- Sea Gladiator Interim — палубный истребитель (промежуточный вариант). Переделка 38 серийных истребителей Mk.II . Усилена хвостовая часть фюзеляжа и установлен крюк аэрофинишера. Установлена флотская радиостанция и спидометр, откалиброванный в узлах[2].
- Sea Gladiator Mk.II — серийные палубные истребители для Королевских ВМС с полным составом морского оборудования. Комплектовались приспособлением для катапультного старта. В верхнем крыле устанавливали два дополнительных пулемёта. Под фюзеляжем между стойками шасси крепилась надувная спасательная лодка, закрытая обтекателем, при этом на самолёте не устанавливался гильзоулавливатель. Во время стрельбы гильзы выбрасывались наружу. Было изготовлено 60 экземпляров[2].

## Конструкция
Gloster Gladiator — одномоторный одноместный истребитель биплан с закрытой кабиной и неубирающимся шасси. Металлический с матерчатой обшивкой.
Фюзеляж — конструктивно состоял из трех частей: моторама, передняя часть и задняя часть. Каркас каждой из частей имел вид равносторонней решетки, собранной из стальных и алюминиевых труб. Между собой трубы соединялись при помощи болтового соединения, а стыки усиливались накладками. Стыки соединения частей фюзеляжа имели дополнительное усиление. Вся конструкция каркаса усиливалась проволочными растяжками. Поперечный силовой набор представлял собой шпангоуты из легких сплавов, к которым крепились часто расположенные стрингера — продольный силовой набор. Передняя часть обшивалась дюралевыми листами, остальная часть обшивки фюзеляжа полотно.
Крыло — бипланная коробка. Верхнее крыло сдвинуто относительно нижнего. Верхнее и нижнее крылья двусоставные. В плане крылья прямоугольные без скоса с округлыми законцовками. Каркас крыла — два клепанных лонжерона из углеродистой стали, штампованные нервюры. Обшивка полотняная. Жесткость бипланной коробки обеспечивалась двумя парами распорок и крестообразными растяжками. Площадь верхнего крыла 15,72 м², нижнего крыла 14,29 м².
Механизация крыла — щелевые элероны Фризе, отклоняемые вверх и вниз на 9,4 см и щелевые закрылки крокодилового типа. Отклонение закрылков до 90 градусов.
Хвостовое оперение — классической схемы. Стабилизатор отклоняемый в полете — 3º30' вверх и 4º 30' вниз. Силовой набор стабилизатора трубчатые лонжероны и штампованные дюралевые нервюры. Обшивка полотно. К заднему лонжерону стабилизатора шарнирно крепится руль высоты. Отклонение руля высоты осуществлялось с помощью тяги, проходившей между лонжеронами и нервюрами. Киль крепился к хвостовой части фюзеляжа через выступающую часть лонжерона киля и двух растяжек. Конструкция киля аналогична конструкции стабилизатора. Отклонение руля направления — +/- 19º.
Шасси — трехопорное с хвостовым колесом, неубирающееся. Амортизация основных опор внутри ступицы колеса. Колея 3,66 м. На каждой опоре по одному колесу Dunlop. колеса снабжены пневматическими тормозами. Хвостовое колесо свободно ориентированное с гидравлическим и пружинным амортизатором.
Силовая установка (Gladiator Mk.I) — поршневой девятицилиндровый однорядный радиальный двигатель воздушного охлаждения Bristol Mercury IX с наддувом, мощностью 830 л. с. Двигатель крепился к мотораме восемью болтами. За моторамой была установлена противопожарная перегородка, отделяющая двигатель от фюзеляжа. Воздушный винт деревянный двухлопастный фиксированного шага. Диаметр винта 3,28 м.
Вооружение — четыре пулемёта калибра 7,7 мм. Два пулемёта с синхронизатором, боекомплект 600 патронов на ствол, устанавливались по бортам фюзеляжа и стреляли через воздушный винт. Ещё два пулемёта находились под нижним крылом и имели боекомплект 400 патронов на ствол. Спуск пневматический от баллонов со сжатым воздухом тормозной системы. Внутри кабины имелась ракетница с восемью ракетами.

## Использование

### Королевские ВВС (RAF)
Франция 1940 г.
Боевое применение самолётов в RAF началось во время французской кампании. Во время «Странной войны», Великобритания направила во Францию Британский экспедиционный корпус (BEF), чтобы сражаться вместе с французской армией. В составе этих сил были отправлены подразделения RAF на различных самолётах, в том числе две эскадрильи Gladiator. Первоначальные воздушные операции с обеих сторон были ограничены зимней погодой; однако сразу после начала реализации Германией плана «Гельб» и её вторжения в Нидерланды 10 мая 1940 года самолёты Gloster Gladiator BEF участвовали в неудачной контратаке на немецкие войска. В английском экспедиционном корпусе во Франции находились две эскадрильи укомплектованными истребителями «Gladiator». Эскадрильи патрулировали побережье на севере Франции и прикрывали эвакуацию английского экспедиционного корпуса из Дюнкерка, Кале и Булони. В мае обе эскадрильи завязали бой с немецкими истребителями, аэродром был атакован бомбардировщиками. Англичане понесли тяжелые потери, а аэродром вышел из строя. Удалось спасти только три самолёта.
Норвегия 1940 г.
Самолёты использовались также в норвежской операции. После вторжения гитлеровских войск в Норвегию англичане перебросили туда одну эскадрилью истребительной авиации Королевских ВВС, оснащенную истребителями Gladiator. В задачу этой эскадрильи входило ночное прикрытие Бристоля и Южного Уэльса. Часть эскадрильи готовили для прохождения службы в Заполярье. Восемнадцать самолётов Gladiator пилоты морской авиации перегнали на палубу авианосца «Глориес». Когда авианосец был в 150 милях от побережья Норвегии истребители поднялись в воздух и приземлились на замерзшее озеро, которое было подготовлено в качестве аэродрома. Аэродром был плохо оснащен и таких условиях сохранить боеспособность эскадрильи не удалось. Подготовка к вылету одного самолёта занимало полтора часа. За все время удалось выполнить всего несколько боевых вылетов, так как основные усилия тратились на защиту аэродрома. В результате эскадрилья потеряла все свои восемнадцать истребителей Gladiator, причем почти все на аэродроме. После получения новых самолётов эскадрилью вместе наземным персоналом перебросили на другой аэродром откуда они участвовали в прикрытии эвакуации войск из порта Нарвик. В июне поступил приказ об эвакуации эскадрилий. Самолёты перелетели на борт авианосца, но в тот же день авианосец и сопровождающие эсминцы были перехвачены немецкой эскадрой. Немцы потопили английский транспорт. Погибли все летчики английской эскадрильи.
Ближний Восток и Мальта 1938—1940 гг.
Ближний Восток всегда входил в сферу национальных интересов Великобритании. Здесь дислоцировались три эскадрильи укомплектованные истребителями «Gladiator». В задачу одной из эскадрильи входило прикрытие воздушного пространства Каира, Иерусалима и западных границ Египта. Во время «Мюнхенского кризиса» одна из группировок была усилена для защиты Суэцкого канала. Также они участвовали в операции по подавлению арабских повстанцев. Одна из эскадрилий была укомплектована палубными истребителями «Sea Gladiator» и базировалась на борту авианосцев «Глориес» и «Аргус».
После вступления Италии в войну, на стороне Германии, Великобритания имела на своей Средиземноморской базе на Мальте всего несколько законсервированных истребителей «Sea Gladiator». Хотя истребителей не хватало для того, чтобы полностью устранить опасность бомбардировок, англичане применяли тактику, позволявшую уменьшить прицельность бомбометания. Тактика заключалась в том, что истребители «Gladiator» атаковали итальянские бомбардировщики сверху, в тот момент когда они готовились сбросить бомбы, это вызывало замешательство и сказывалось на точности. Принимали участие в обороне Мальты (три последних оставшихся истребителя получили имена «Faith», «Hope» и «Charity» и по утверждениям британцев противостояли всей итальянской авиации).
Йемен (Аден)
До начала 1941 года, когда эскадрилью, базирующуюся в Адене, перевооружили более современными истребителями «Hurricane», английская эскадрилья укомплектованная истребителями «Gladiator» успешно противостояла итальянским бомбардировщикам. Здесь эти самолёты прикрывали Аден с воздуха, отражая налеты итальянцев и прикрывали действия английских сухопутных войск.
Северная Африка 1940 г.
Активно использовались также в боях в северной Африке.К моменту вступления Италии в войну Великобритания имела в Египте три эскадрильи «Гладиаторов». Кроме того в этом районе находились два авианосца с истребителями «Sea Gladiator» на борту. Истребители обеспечивали воздушное прикрытие сухопутных сил Содружества и наносили удары по аэродромам противника.
Греция 1940—1941 гг.
Летом 1940 года английская эскадрилья из шестнадцати истребителей «Gladiator Mk.II» своим ходом перелетели в Грецию, где они поддерживали наземные греческие силы вдоль границы с Албанией и перехватывали итальянские бомбардировщики. Всего в Греции базировались три эскадрильи «Гладиаторов». В апреле 1941 года немецкая авиация нанесла по аэродрому с английскими самолётами массированный удар, уничтожив на земле все «Гладиаторы». Капитуляция Греции и поспешная эвакуация привела к большим потерям материальной части.
Ирак 1941 г.
На основании англо-иракского соглашения 1934 года в Ираке в Хаббании действовала английская военная авиабаза. Антианглийское восстание, поддержание Германией, вынудило англичан перебросить в Ирак несколько эскадрилий. Самолёты поддерживали наземные войска в наступлении на Багдад.
Средиземное море
Истребители «Sea Gladiator» и «Gladiator» сыграли заметную роль в ходе морских операций на Средиземном море до 1941 года. Самолёты базировались на двух авианосцах и прикрывали конвои, идущие на Мальту, были частью ПВО Каира, отражали налеты итальянской авиации на английские корабли и прикрывали налеты английских бомбардировщиков на итальянские аэродромы.
С 1939 года «Гладиаторы» использовались в составе отрядов метеоразведки, также для связи, подготовки пилотов и для других вспомогательных целей (калибровка РЛС, пристрелка зенитной артиллерии). Многие звенья противовоздушной обороны летали на «Гладиаторах». Много самолётов находились в составе учебных частей Королевских ВВС.

## Тактико-технические характеристики
Приведенные характеристики соответствуют модификации Mk.I.
Источник данных: Mason, 1966; James, 1971; Thetford, 1979.

Технические характеристики
- Экипаж: 1
- Длина: 8,2 м
- Размах крыла: 9,8 м
- Высота: 3,57 м
- Площадь крыла: 29,9 м² (обоих крыльев)
- Колея шасси: 2,1 м
- Масса пустого: 1458 кг
- Нормальная взлётная масса: 2082 кг
- Силовая установка: 1 × воздушного охлаждения Bristol Mercury IX
- Мощность двигателей: 1 × 830 л. с. (1 × 619 кВт)
- Воздушный винт: двухлопастной деревянный Watts
- Диаметр винта: 3,277 м

Лётные характеристики
- Максимальная скорость:  
  - на высоте: 407 км/ч на 4420 м
  - у земли: 338 км/ч
- Крейсерская скорость: 338 км/ч
- Скорость сваливания: 85 км/ч
- Практическая дальность: 689 км
- Продолжительность полёта: 1 ч 54 мин
- Практический потолок: 9996 м
- Скороподъёмность: 11,68 м/с
- Время набора высоты:
  - 3048 м за 4 мин 40 с
  - 6096 м за 9 мин 3 с
- Длина разбега: 114 м
- Длина пробега: 155 м

Вооружение
- Стрелково-пушечное: 4 x 7,7 мм пулемёта Browning .303 Mk II (2 фюзеляжных, 2 крыльевых)

Боезапас 600 патронов на фюзеляжный пулемёт, 400 патронов на крыльевой пулемёт.

## Страны, использовавшие самолёт
Великобритания
- Royal Air Force: эскадрильи № 1, 3, 6, 14, 25, 33, 46, 54, 56, 65, 72, 73, 74, 80, 85, 87, 94, 112, 117, 123, 127, 141, 152, 237, 239, 247, 261, 263, 267, 274, 520, 521, 602, 603, 604,605, 607, 615. Метеозвенья 410/1401, 402/1402, 1403, 1411—1415, 1560—1563, звенья 1565, 1622, 1624; 1-я школа взаимодействия с армией, истребительные школы № 1-10, учебные отряды № 5, 6, 8, 41, 60, 61, эскадрильи ВВС Флота № 759, 760, 767, 769, 770, 771, 774—778, 787, 791, 792, 797, 800—802, 804—806, 813, 880, 885.

 Австралия
Австралийские Королевские ВВС получили "Гладиаторы в ноябре 1940 года. Самолёты эксплуатировались до февраля 1941 года, когда австралийская эскадрилья полностью перешла на истребители «Hawker Hurricane».
- ВВС Австралии: No. 3 Squadron RAAF

 Южно-Африканский Союз
Южноафриканский летчик Мармадюк Пэттл был лучшим пилотом Gloster Gladiator, одержав 15 побед на этом типе самолётов
- ВВС ЮАС: 12 Mk II и 11 Mk I, ранее принадлежавших RAF вошли в состав эскадрилий № 1-3. Самолёты использовались в Судане и Восточной Африке.

 Бельгия
В июне 1937 года Бельгия заказала 22 истребителя «Gladiator Mk.I», которые были поставлены в мае 1938 года. Боевая история бельгийских «Гладиаторов» закончилась весьма печально, едва начавшись. Часть самолётов была подбита при попытке перелететь на другой аэродром остальные сгорели на земле во время налета противника.
- Воздушные силы бельгийской армии: 1-я истребительная эскадрилья 'La Comète'. Закуплены 16 Mk I (G15-G30) и ещё 8 были построены на заводе SABCA (G31-G38) (по другим данным имелся заказа на 22 самолёта, из которых были поставлены 15 с номерами G5-1 — G5-15, а на SABCA построены лишь 7. Литера 'G' в коде упоминается у Спенсера (но лишь применительно к самолётам G-17 — G-38) и могла быть нанесена позже, уже во время эксплуатации.

 Китайская Республика
- ВВС Китайской Республики: 36 самолётов Mk I получены в январе 1938 года, бортовые номера 5701-5736. Служили в 28-й, 29-й и в 32-й истребительных эскадрильях до декабря 1939 года, когда был сбит последний из них. Самолёты использовались в китайских ВВС, которые вели кровопролитную войну с Японией. В октябре 1937 года центральное правительство Китая заказало 36 самолётов Gladiator, которые двумя партиями в ящиках были доставлены в Гуанчжоу через Гонконг. Первым американским асом Второй Мировой войны стал американец китайского происхождения Артур Тьен Чин, который на истребителе Gladiator одержал 6,5 побед. Карьера китайских истребителей Gloster Gladiator закончилась с появлением новых японских истребителей, превосходство которых оказалось тотальным[4].

 Египет
Египетские ВВС получили истребители «Gladiator Mk.II» в 1939 и в 1944 годах. В марте 1939 года Египет получил 18 истребителей «Gladiator Mk.I» доработанные до стандарта Mk.II. Позднее англичане поставили ещё 27 оригинальных истребителей «Gladiator Mk.II».
- Королевские ВВС Египта: более 40 Mk II служили во 2-й и 5-й эскадрильях.

 Франция
- ВВС «Свободной Франции»

 Германия
- не менее 15, включая захваченные в СССР бывшие латвийские и литовские.

 Греция
- Королевские ВВС Греции: 19 Mk I и 6 Mk II. Первые 2 Mk I приобрёл за 9200 фунтов М. Зарпаркис Хоймогенос и передал в ВВС в 1938 году, они получили номера ΔΕ 1 и 2. На остальных 17 Mk I и 6 Mk II остались британские номера. Самолёты служили в 21-й эскадрилье и большая их часть была уничтожена во время налёта на Парамитью (или днём позже на Амфиклию).

 Ирак
- Королевские ВВС Ирака: 24 Mk I и 5 Mk II. Первые 15 Mk I получили номера 80-94. По состоянию на 1949 год 2 Mk II ещё эксплуатировались в Мосуле, пока последний из них не был списан в 1951 году.

 Ирландия
- Воздушный корпус Ирландии: 4 самолёта Mk I (№ 23-26), служившие в 1-й эскадрилье. Последним был разбившийся в январе 1944 года «24», а «26» большую часть срока службы пребывал в ремонте после аварии.

 Латвия
Латвия купила 26 самолётов «Gladiator Mk.I». Полностью контракт был выполнен в 1938 году. За два года эксплуатации произошло пять аварий. После присоединения Латвии к СССР, часть самолётов была законсервирована, а часть передана в состав ВВС РККА. Тройка «Гладиаторов» с красными звездами на крыльях участвовала в советском авиапараде в Риге. После нападения Германии на СССР самолёты были реквизированы противником.
- ВВС Латвии — 26 Mk I: 123-я (номера 114—126) и 124-я (163—175) эскадрильи.

 Литва
Литва закупила 14 самолётов, которые получили в октябре-ноябре 1938 года. После присоединения Литвы к СССР в июне 1940 года 12 из них достались СССР. Эскадрилья укомплектованная "Гладиаторами прекратила свое существование после первых дней боев с немецкой армией. Большинство было уничтожено на аэродромах после бомбардировок люфтваффе. По меньшей мере один самолёт был захвачен Германией в июне 1941 года.
- ВВС Литвы 14 Mk I (G-704 — G-717), 5-я эскадрилья.

 Норвегия
В 1937 году норвежское правительство закупило у компании «Gloster Aircraft» 12 самолётов «Gladiator». Во время налета немецких бомбардировщиков в апреле 1940 года истребители были подняты по тревоге на перехват. Во время воздушного боя норвежцы потеряли все свои истребители, кроме одного.
- Воздушные Силы армии Норвегии в 1938-39 гг. получены по 6 Mk I и Mk II, применявшиеся в Истребительном авиакрыле.

 Португалия
В сентябре 1938 года, рамках модернизации своих ВВС, Португалия приобрела 15 самолётов "Gladiator Mr.II"и заказала 15 истребителей «Spitfire». Однако после начала войны английское правительство аннулировало контракт на «Спитфайры» и предложило приобрести ещё одну партию «Гладиаторов». Главной задачей эскадрилий «Гладиаторов» была оборона Азовского архипелага и перехват немецких самолётов. «Гладиаторы» базировались на островах до середины 1946 года. На вооружении португальский ВВС самолёты находились до 1952 года.
- ВВС Португалии по 15 Mark I и Mk II, номера 450—464 и 465—479 соответственно. Применялись в Истребительной и двух (№ 1 и 2) Экспедиционных Истребительных эскадрильях до 1953 года.

 Швеция
В соответствии с планом реорганизации Королевских шведских ВВС шведское правительство закупило 37 истребителей «Gladiator Mk.I» и 18 «Gladiator Mk.II». В Швеции они получили обозначение J-8 и J-8a. Эти самолёты оставались на вооружении до марта 1947 года. За годы эксплуатации было потеряно 23 самолёта.
- ВВС Швеции: 37 Mk I (обозначавшихся в Швеции как J-8) и 18 Mk II (J-8A) aircraft. На них устанавливались лицензионные двигатели производства NOHAB: Bristol Mercury VIS2 и Mercury VIIIS.3, соответственно. Числились в составе эскадрилий 8, 10, 19. Последняя с января 1940 года воевала в Финляндии (установлены лыжные шасси и крепления для восьми бомб). Здесь они летали на перехват советских бомбардировщиков, совершали разведывательные полеты и прикрывали эшелоны, доставлявшие сухопутные части на фронт[4].

 Финляндия
- .ВВС Финляндии после начала финской войны 1939—1940 гг. 12 истребителей Gloster J8 Gladiator I прибыли из Швеции в составе подразделения F-19 и вместе с шведскими экипажами были включены в состав военно-воздушных сил Финляндии[6]. Во время советско-финской войны ВВС Финляндии получили 30 истребителей Gloster Gladiator Mk II из Великобритании. Десять самолётов были подарены, а остальные 20 были куплены Финляндией; все были доставлены в период с 18 января по 16 февраля 1940 г., первый поступил на вооружение 2 февраля 1940 г. До заключения перемирия, в феврале 1940 года, финские летчики, летая на истребителях Gloster, одержали 33 победы, потеряв при этом 13 самолётов и шесть пилотов. Gladiator доставлял финским механикам и пилотам немало проблем. Причиной был холодный климат Финляндии. Официально эти истребители оставались на вооружении ВВС Финляндии до августа 1944 года[4]

 СССР
- один самолёт Gloster Gladiator I, до присоединения Литвы принадлежавший ВВС Литвы, состоял на вооружении 29-го стрелкового корпуса в начале Великой Отечественной войны. По другим данным, были захвачены 32 латвийских и литовских Mk. I.